# António Augusto Durães
António Augusto Durães (Paderne, Melgaço, 24 de julho de 1891 - Vila, Melgaço, 24 de outubro de 1976) foi um advogado, notário e político português, militante do Partido Republicano Português e posteriormente do Partido Democrático, que, entre outras funções, exerceu como administrador do concelho de Melgaço e como governador provincial de Benguela.

## Biografia
Nascido a 24 de julho de 1891, na freguesia de Paderne, concelho de Melgaço, António Augusto Durães era filho de Beatriz Augusta Ribeiro Lima (1870-1898), filha do comendador e produtor de vinhos Carlos João Ribeiro Lima, e de António Joaquim Durães (1857-1907), reputado advogado e político, que anos mais tarde exerceu como governador civil do Distrito da Horta e de Évora, sendo ambos naturais da mesma localidade minhota.
Ficando órfão de mãe em 1894, pouco depois foi para o Porto, completando os estudos preparatórios em 1908. Seguindo as pisadas do seu pai, anos mais tarde, formou-se em Ciências Jurídicas pela Faculdade de Direito da Universidade de Coimbra, e no âmbito político, aderiu, depois da Revolução de Outubro de 1910, ao Partido Republicano Português.
De regresso à sua terra natal em 1912, tornou-se director e editor do periódico semanário “Correio de Melgaço” (1912-1917), abriu o seu próprio escritório e começou a exercer como advogado, estreando-se nos tribunais com a defesa do Padre José Joaquim Pinheiro, que havia sido acusado de ter recusado a comunhão de um paroquiano em 1902, conseguindo a sua absolvição. Ainda nesse mesmo ano, foi nomeado subdelegado do Procurador da República em Melgaço, sendo no entanto exonerado do cargo no ano seguinte, quando subiu ao poder, de forma democrática, o 5.º Governo Republicano, liderado por Afonso Costa do recém criado Partido Democrático. 
Aliando-se aos valores do novo partido português, no ano seguinte foi eleito chefe da delegação do Partido Democrático em Melgaço, tornando-se no principal adversário do então administrador de concelho António Francisco de Sousa Araújo. Conseguindo a eleição para o cargo de administrador de concelho pouco depois, exerceu entre 1913 e 1914, ficando conhecido pelas suas campanhas pelo prolongamento da linha do caminho-de-ferro de Viana do Castelo até à localidade, a construção de uma estrada pavimentada para Castro Laboreiro e a instalação de luz eléctrica e água canalizada na localidade, sem no entanto ter conseguido concretizar qualquer uma das suas propostas, devido à falta de recursos financeiros proporcionados pelo Estado e à curta duração do seu mandato.
Em 1915 foi nomeado notário interino da comarca de Monção, onde conheceu Maria Esménia Durães, de 18 anos de idade, natural de Santa Maria dos Anjos, Valença, com a qual se casou em 1916, ano em que cessou funções do cargo que desempenhava, sendo-lhe oferecido novamente o cargo de administrador de concelho em Melgaço, que recusou, preferindo candidatar-se apenas em 1917, numa lista presidida pelo Padre Francisco Leandro Álvares de Magalhães, sem no entanto conseguir os votos necessários para a sua eleição. Durante esse mesmo período, devido a vários artigos que escreveu no periódico semanário "Jornal de Melgaço" (1893-1909, 1913-1920), do qual era proprietário, tendo sido o jornal fundado pelo seu tio Duarte Augusto Durães, envolveu-se em vários confrontos violentos contra alguns conterrâneos que eram visados nas suas críticas.
Em janeiro de 1919 tomou posse como notário em Caminha, partindo, algum tempo depois, com a sua esposa, para São Tomé, onde desempenhou o cargo de administrador de concelho. Posteriormente, já durante a década de 1920, fixou-se em Angola, onde esteve ao serviço do General Norton de Matos, sendo nomeado Governador da Província de Benguela em 1929. Regressando a Melgaço nas suas férias, era costume trazer alguns filmes de carácter documental sobre a vida quotidiana dos naturais de Angola, sendo estes exibidos com grande pompa e circunstância no Cinema Pelicano.
Durante os anos 30, após ter terminado o seu mandato como governador distrital, António Augusto Durães fixou-se em Melgaço e depois em Viana do Castelo, chegando inclusive a abrir um escritório de advocacia, contudo, pouco tempo depois, por razões políticas, sendo um conhecido opositor do regime salazarista, regressou novamente a Benguela, onde continuou a exercer como advogado.
Acreditando na vã promessa de António de Oliveira Salazar que ocorreriam eleições livres em 1945, nesse mesmo ano, António Augusto Durães fez parte da comissão executiva do Movimento de Unidade Democrática (MUD) em Angola, tendo sido escolhido por ser um dos principais representantes dos interesses da região centro-sul de Angola, figurando na lista ao lado dos dois outros membros eleitos, António Gonçalves Videira e Francisco da Cunha Leal. Liderados por António Simões Raposo e com o apoio do Arcebispo de Luanda, D. Moisés Alves de Pinho, durante a campanha para as eleições da Assembleia Nacional, os representantes políticos reivindicaram as liberdades cívicas e os direitos políticos dos cidadãos das colónias portuguesas, abordando temas controversos como a progressiva autonomia das colónias. Contudo, apenas a poucos dias das eleições legislativas, o movimento retirou a sua candidatura, anunciando a sua decisão numa reunião radiodifundida pela Rádio Clube de Angola, que denunciava o ambiente de “liberdade condicionada” concedido pelo regime e as eleições como fraudulentas desde a sua concepção. Com a vitória do partido único de apoio ao regime ditatorial do Estado Novo, a União Nacional, e a ilegalização do MUD em 1946, tendo vários dos seus membros sido presos e julgados, dois anos depois, nunca cessando as suas acções de resistência, António Augusto Durães integrou a comissão angolana de candidatura à Presidência da República de Norton de Matos, permanecendo um forte aliado do general, mesmo após a sua desistência.
Vinte anos depois, em 1967, já reformado e com 76 anos de idade, António Augusto Durães regressou com a sua esposa a Melgaço, fixando-se na casa que possuía na Vila e na Quinta da Pigarra, propriedade herdada pela sua família materna.
Após a Revolução de 25 de Abril de 1974, foi nomeado presidente da comissão administrativa e provisória da Câmara Municipal de Melgaço, permanecendo no cargo até às primeiras eleições autárquicas livres de 1975. Um ano depois, publicou um livro sobre o nome "Angola e o General Norton de Matos – subsídios para a história e para uma Biografia".
Faleceu a 24 de outubro de 1976, com 85 anos de idade. Sem descendência, doou em testamento grande parte do seu património para os Bombeiros Voluntários e a Câmara Municipal de Melgaço.

## Legado e Homenagens
Postumamente, o seu nome foi atribuído a uma rua na toponímia de Melgaço, figurando como Dr. António Durães.